# Jinjer
Jinjer (англ. Jinjer, назва без певного значення; іноді самі учасники колективу пояснюють її як похідне від звуку електрогітари; вимовляється так само як  ginger — імбир) — український метал-гурт, заснований у 2008 році в місті Горлівка, Донецької області. Володарі нагороди «The Best Ukrainian Metal Act» як найкращий метал-гурт України 2013 та 2016 років..

## Історія гурту

### 2008—2012

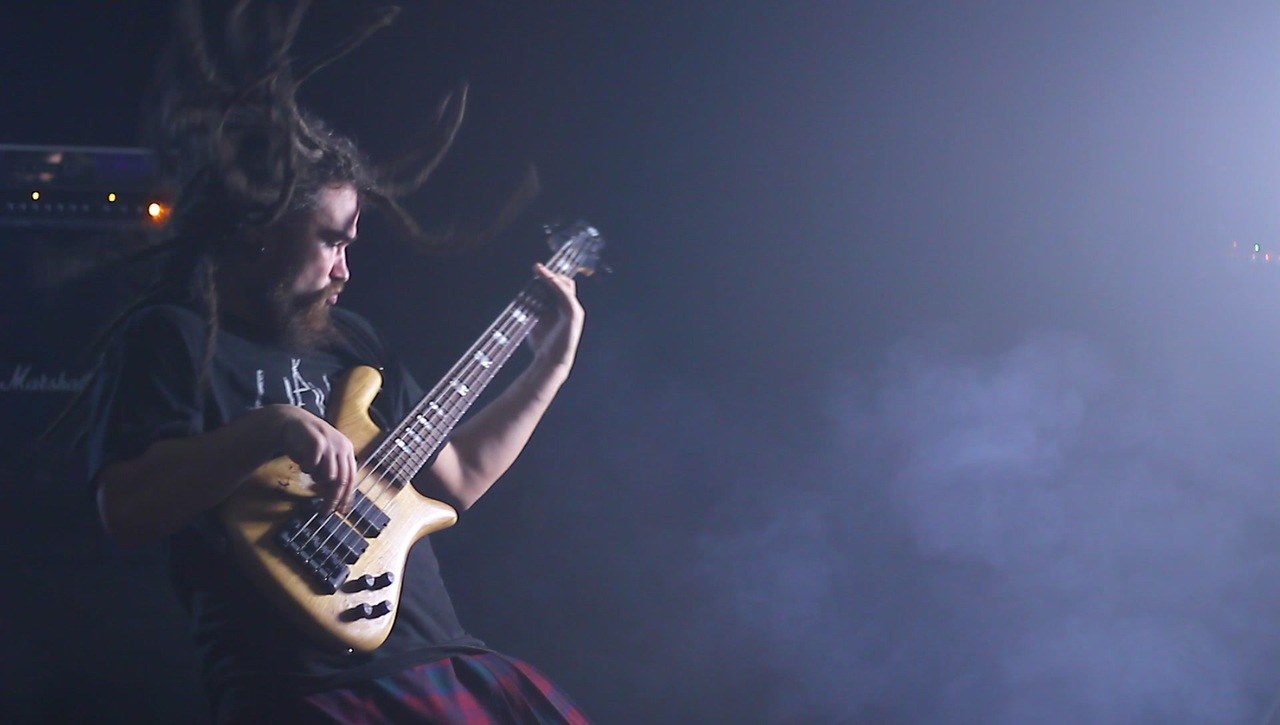
Кадр з кліпу на пісню Exposed as a Liar

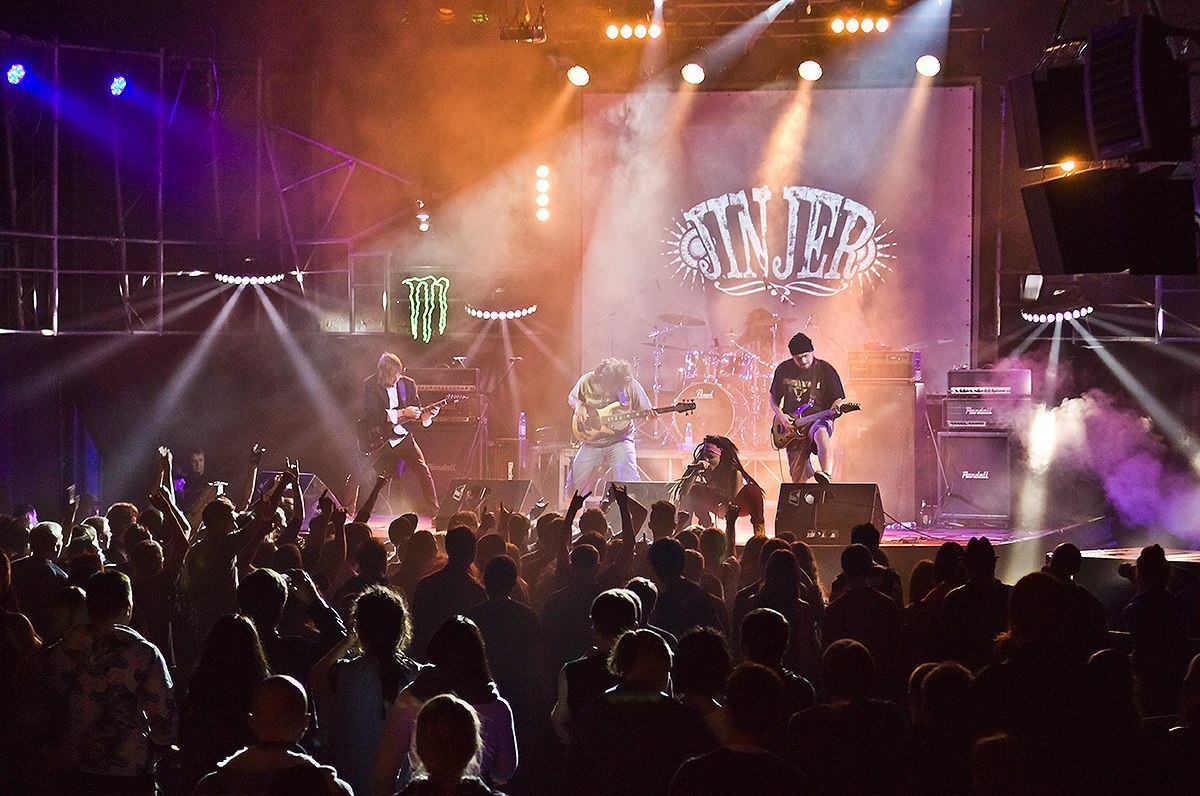
Jinjer на The Best Ukrainian Metal Act 2013

Гурт «Jinjer» сформувався в 2008 році у складі 5 хлопців з міста Горлівка. Наприкінці 2009 року Jinjer записали демо-EP та виклали його в Інтернеті. Через деякий час гурт розпався. Перший вокаліст — Максим Фатуллаєв, з іншим гуртом виїхав до США. Учасники гурту Jinjer запросили виступити на їхньому концерті у ролі вокалісти Тетяну Шмайлюк. Тетяна є вокалісткою гурту і досі.
У 2010 році група самостійно записала та випустила два сингли («Hypocrites and Critics» і «Objects In Mirror Are Closer Than They Appear»), які завоювали перших шанувальників і забезпечили популярність гурту на сході України. Jinjer почав давати концерти спочатку в Горлівці, потім у містах навколо і, нарешті, у Донецьку. Але гурт ніяк не міг зібрати сталий склад. У цей час до гурту приєднався Роман Ібрамхалілов, наймолодший на той час учасник «Jinjer», гітарист та композитор.
Взимку 2011 року гурт покинув ударник. Його замінив Олександр Козійчук. Через місяць Jinjer відіграли концерт з гуртом Трахома, чий бас-гітарист Євген Абдюхов невдовзі приєднався до Jinjer. На першій репетиції з новим басистом групи пролунав дзвінок з місцевої «Beast Studio» з пропозицією взяти участь у новому проекті — Beastiarium. Ідея полягала в тому, щоб зробити відео та аудіо запис групи, що грає в студії так, як вони гратимуть на сцені — одна спроба, один дубль, ніяких виправлень. Ці відео — Destroy, Waltz і Scissors — відзняли у серпні 2011 року.
На початку 2012 року, Jinjer стали володарями кубку Музторг та записали ЕР «Inhale. Do Not Breathe». Наприкінці лютого гурт випустив дебютний офіційний кліп — «Exposed As a Liar», який спочатку планувався як промо-відео. Знятий безкоштовно друзями і відредагований своїми силами — «Exposed As a Liar» став справжнім хітом, зібравши 40000 переглядів за 2 місяці й три дні[джерело?]. Цей кліп допоміг знайти перших шанувальників за кордоном. Гурт «Jinjer» зіграли 26 концертів по всій Україні, а влітку 2012 року вони виявилися єдиним скрімінг-метал гуртом на найбільшому українському рок-фестивалі в історії — «the Best City UA», з Evanescence і The Rasmus в якості хедлайнерів. Інтернет-видання tochka.net внесло гурт JINJER до сімки найкращих молодих колективів фестивалю. У жовтні Jinjer виступили на фестивалі Завантаження у Львові як один з гедлайнерів поряд із Stigmata, АННА та ін. У листопаді гурт випустив свій другий офіційний кліп — «Scissors». Він був знятий під час виступу Jinjer у «Bingo Club». 21 грудня 2012 року на каналі «TIC Televisión» (Венесуела) в рамках програми «Zona Alterna» показано інтерв'ю з вокалісткою гурту Тетяною Шмайлюк.

### 2013—2015: Перші закордонні тури, Cloud Factory та контракт з Napalm Records
У березні 2013 року гурт мав їхати у свій перший інтернаціональний тур. Але перед туром по Румунії Олександр Козійчук повідомив, що через певні сімейні обставини він не зможе поїхати з групою, потрібна була термінова заміна. Євген Абдюханов звернувся до свого старого друга, з яким вони грали в групі Трахома. Євген Мантулін дав згоду. І після The Madness Tour, який пройшов з 2 по 22 березня по містах України, Молдови та Румунії, Мантулін так і залишився в гурті. Jinjer були дуже тепло сприйняті за кордоном. Кульмінацією туру став спільний виступ з Caliban 22 березня у Києві. Вже в травні 2013 року, Jinjer знову грали в студії. Результатом став новий сингл та лірик-відео — No Hard Of Value. Пісня стала початковою точкою в новому стилістичному напрямку для гурту. Літо 2013 гурт провів в турах по Румунії та Болгарії, виступаючи переважно на великих оупен-ейрах. Восени того ж року Jinjer були запрошені на перший метал-конкурс України — The Best Metal Act, разом з іншими флагманами української важкої сцени — Infinite Tales, Jim Jams, Morton, Hell: On, Jhon Coffy, Мегамасс. Гурти учасники були відібрані найвпливовішими промоутерами та лейблами на важкій сцені України ІншаМузика, Moon Records, Happy Music Promotion, Froster Group). Переможця конкурсу вибирали шляхом голосування серед глядачів. На конкурсі Jinjer отримали звання найкращого метал-гурту країни 2013 року.
Взимку 2013—2014 гурт знов починає напружену студійну роботу, цього разу готуючи свій перший повноформатний альбом. На підтримку нового релізу спочатку виходить новий сингл та кліп на пісню Cloud Factory, заголовного треку для нового альбому, який вийшов 21 квітня 2014 року на The Leaders Records. Одночасно гурт починає готувати масштабний європейський тур. В квітні, одразу після інтернет-релізу Cloud Factory, Jinjer вирушають в довге турне, яке охопило Україну, Польщу, Чехію, Німеччину, Бельгію, Францію, Швейцарію. Повернувшись додому, гурт на хвилі популярності стає учасником всіх без винятку великих літніх фестивалів країни — Best City UA, ЗАХІД, Файне місто та Respublica.

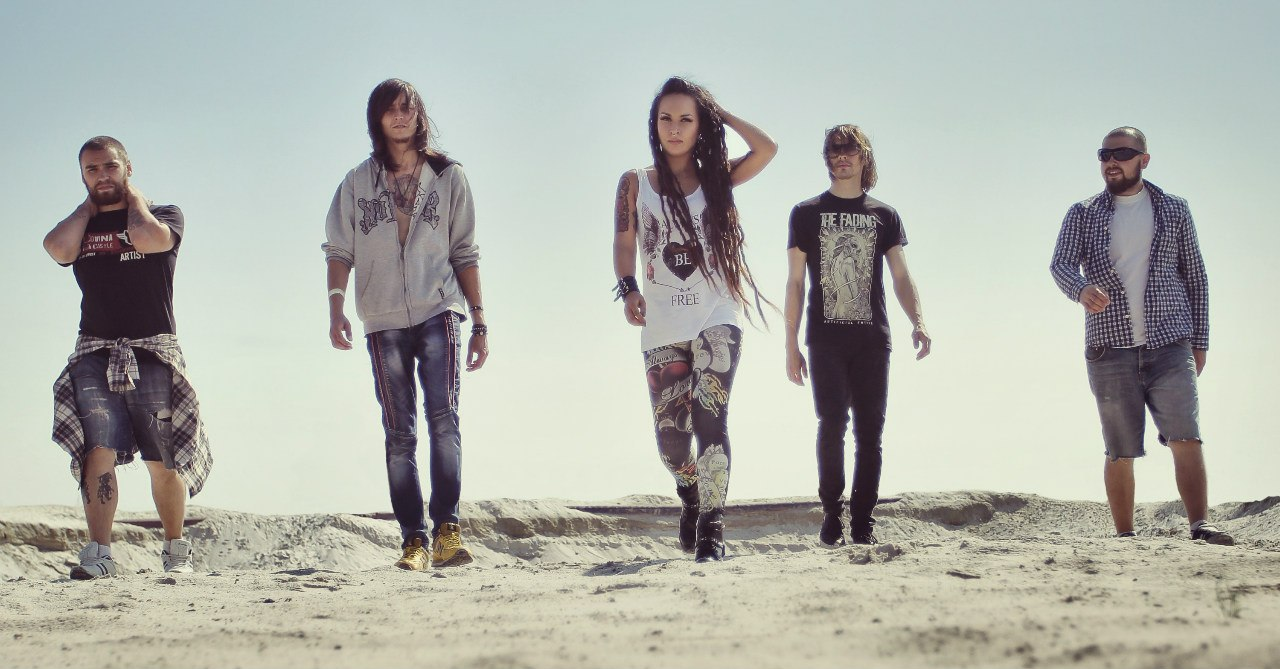
Jinjer влітку 2014. Зліва направо: Євген Абдюханов, Євген Мантулін, Тетяна Шмайлюк, Дмитро Оксень, Роман Ібрамхалілов

Повернувшись додому влітку 2014 року, було прийняте рішення про переїзд до Львова, який здійснили у липні того ж року.
24 вересня 2014 року сталася трагедія. Jinjer були в гостях у свого доброго знайомого в Києві, пізно ввечері всі розійшлись по кімнатах для відпочинку. Всі спали, коли ударник Євген Мантулін вирішив піти на кухню покурити цигарку. Присівши на підвіконня, він трохи задрімав, в результаті чого випав з відкритого вікна третього поверху будинку. Внаслідок цього він отримав тяжку травму хребта, несумісну з його подальшою діяльністю барабанщика. Терміново треба було шукати заміну Мантуліну, було обрано Дмитра Кіма родом з Дебальцева.
У 2014 році альбом Cloud Factory отримав схвальні відгуки від провідних світових музичних видань, таких як The Legacy, Metal Hammer і Rock Hard. Українські видання визнали гурт одним з найяскравіших на місцевій сцені, а вокалістка Татьяна Шмайлюк увійшла до десятки найкращих молодих співачок України незалежно від жанру.
У лютому 2015 року заплановану польську частину чергового європейського туру прийшлося перенести на два місяці через проблеми з отриманням віз. Концерти в інших країнах відбулися, як і було заплановано. Новий тур розпочався у середині березня 2015 року, й музиканти відвідали Румунію, Болгарію, Грецію, Угорщину, Чехію, Словаччину, Італію, Австрію та Швейцарію[джерело?].
Відігравши за місяць 25 концертів, музиканти повернулися в Україну, щоб 25 квітня виступити в Києві на першому своєму ексклюзивному шоу в клубі Spectrum. Цей виступ був знятий на відео, яке у вигляді DVD під назвою Cloud Factory планували видати восени того ж року, але через технічні проблеми цей реліз відкладався декілька разів. Зрештою, він побачив світ на початку 2016 року, останній під патронатом The Leaders Records.
Наприкінці весни 2015 року з Open Air Am Berg у Айхштетт розпочався фестивальний сезон для гурту. Всього вони відіграли 7 фестивалів того літа у Польщі, Німеччині, Румунії, Албанії та Україні. На них Jinjer виступали на одній сцені з такими асами, як At The Gates, Marduk на RockStadt Fest, та Kreator на ЗАХІД Fest.
Найбільшою несподіванкою того року став раптовий відхід засновника гурту та єдиного, що залишився з оригінального складу, Дмитра Оксеня. Про своє рішення він повідомив 22 липня 2015 року[джерело?]. В перші дні після того, як про це стало відомо, його вже колишні колеги прагнули знайти йому заміну, навіть влаштували кастинг, який проходили 10-15 гітаристів, та жоден з них не підійшов. Тож було прийняте рішення продовжувати діяльність у форматі квартету, принаймні на перших порах.
У вересні 2015 одразу ж після завершення Respublika Fest в Кам'янці-Подільському музиканти вирушили в Луцьк на зйомки кліпу на пісню Sit Stay Roll Over. Спочатку цей трек планувався як частина майбутнього міні-альбому, але великий успіх відео (більше 100 000 переглядів на YouTube впродовж першого тижня після релізу в жовтні 2015 року) змінив ці плани — тому, що пісня привернула увагу багатьох відомих світових лейблів, один з яких, австрійський Napalm Records, і підписав угоду з Jinjer наприкінці року. Відповідно, змінилися й плани гурту: було прийняте рішення записати наступного року повноцінний альбом.

### 2016—2018: King Of Everything, тури з всесвітньовідомими колективами
Слід зауважити, що новий лейбл поставив доволі жорсткий дедлайн для створення альбому, від чого члени гурту відчували великий стрес[джерело?]. Зима 2015—2016 років згадується басистом групи Євгеном як найбільш важкий проміжок в її історії, коли вона як ніколи була близькою до розпаду через численні сварки. Тетяна в цей час пройшла через період глибокої депресії, яка залишила свій відбиток на ліриці до таких пісень, як I Speak Astronomy та Pisces. Та зрештою з роботою впоралися в зазначений термін, її було завершено 20 квітня 2016 року, й невдовзі гурт вирушив в тур з новими піснями. За декілька днів до початку поїздки Тетяна Шмайлюк отримала травму — розрив меніска, але про те, щоб скасовувати концерти, не було й мови. На її коліно було накладено фіксуючу пов'язку, тому Тетяна була менш активною на сцені.
5 червня в Тбілісі, де Jinjer разом з Tiamat планувалися як хедлайнери Tbilisi Jam Fest, захід довелося скасувати через скарги місцевої релігійної громади на те, що «сатанинську музику буде чутно в монастирі неподалік, в 1,5 кілометрах від місця проведення фестивалю». Втім, загальні результати туру виявилися дуже добрими для гурту: Jinjer виступали перед більшою аудиторією та на більших і кращих майданчиках, ніж раніше, та отримали великий інтерес з боку музичних видань.
Дмитро Кім одразу по поверненню в Україну залишив Jinjer.
Вкотре Євгену Абдюханову, який до того ж часто виконував обов'язки менеджера гурту, довелося звертатися за допомогою до добре знайомого барабанщика. На цей раз ним виявився Владислав Уласевич, з яким Jinjer приятелювали вже давно, з 2012 року, коли вперше зустрілися. Його команда, ЗЛАМ, на той момент фактично припинила існування, тож не дивно, що він одразу ж із задоволенням прийняв пропозицію Євгена.
Новий ударник виявився єдиним в Jinjer з освітою музиканта (закінчив музичне училище як піаніст). Під час концертних виступів та репетицій стало очевидним те, що композиція Pisces в його виконанні набуває принципово іншого звучання — настільки, що врешті-решт було прийняте рішення перезаписати її з Владом та випустити як сингл. Як наслідок, цей трек став справжнім хітом світового рівня, спровокувавши хвилю реакцій на YouTube. Безпрецедентності цьому явищу надає ще той факт, що унікальному вокалу Тетяни та віртуозному володінню інструментами музикантами віддають належне люди з різних куточків планети, що робить цю композицію як такий собі «портал» в світ «важкої» музики, якою багато хто з цих слухачів до того не цікавився взагалі.
Уласевич дебютував «наживо» на чеському FajtFest 23 липня 2016 року, якому передував вже традиційний для нових барабанщиків Jinjer місяць інтенсивних репетицій та вивчення нового для нього матеріалу. Менш ніж за тиждень, 29 липня, сталася ще одна визначна подія в історії групи — вийшов новий альбом під назвою King Of Everything. На цей раз музиканти отримали позитивні рецензії від Metal Hammer, Rock Hard, Legacy, Revolver, Metalizer та інших вже не в якості новачків, а як добре відомий колектив, армія фанатів якого стрімко зростає, а нові роботи з нетерпінням чекають у всьому світіСтилістично некоректний текст[виправити стиль].
2016 рік минув у звичних вже європейських турах та фестивалях не тільки по давно знайомих місцях. Тепер Jinjer побували на нових для себе територіях Піренейського півострова. Один з виступів — в Мадриді 12 жовтня — був виданий на Napalm Records як концертний запис. Наступного місяця група вперше побувала в Ізраїлі.
Закономірним підсумком плідного року стало друге завоювання премії The Best Ukrainian Metal Act як найкращого «важкого» гурту України.
Гастрольний 2017 рік розпочався 3 березня з невеликого турне містами Румунії, Болгарії та Чехії. Воно було розминкою перед набагато масштабнішим Against The Stream (за словами з пісні Pisces, відео на яку вийшло 17 березня) Tour, який стартував 30 березня в Магдебурзі та завершився 27 травня у Брно. Протягом нього Jinjer побували в Німеччині, Данії, Польщі, Австрії, Швейцарії, Франції, Іспанії, Італії, Словенії та Чехії.
Концертна географія того літа була для групи навіть більш різноманітна: Німеччина, Україна (три фестивалі — Atlas Weekend, Faine Misto та Respublica Fest), Франція, Румунія, Об'єднані Арабські Емірати (вперше), Австрія, Чехія, Фінляндія, Угорщина, Молдова, Польща, Швеція та Словаччина. На Atlas Weekend було зняте відео на трек Who Is Gonna Be The One, реліз якого відбувся останнього дня серпня.
15 вересня в Іннсбруку розпочався перший для Jinjer саппорт-тур зі світовими зірками, шведським мелодік-дет-метал гуртом Arch Enemy. 2017 року він був умовно поділений на дві частини: континентальною Європою (Австрія, Словенія, Сербія, Румунія, Болгарія, Греція, Словаччина, Польща, Литва, Латвія, Естонія, Фінляндія та Білорусь — останній концерт в Мінську 3 жовтня) та Британськими островами, які Jinjer відвідали вперше (9 шоу, починаючи з Дубліна 17 листопада та закінчуючи Бірмінгемом 26-го). Музиканти Arch Enemy були дуже задоволені співпрацею з українцями, яких вони знали вже давно, з 2013 року.
Разом з друзями з австралійської банди Twelve Foot Ninja був організований ексклюзивний концерт Jinjer у Києві в клубі Sentrum, який відбувся 21 жовтня. Останньою гастрольною датою 2017 року було 4 грудня — того дня в румунському місті Клуж-Напока музиканти Jinjer відіграли шоу з міні-туру чотирма містами Угорщини та Румунії. Після чого повернулися до Києва, де 23 грудня виступили в якості спеціальних гостей на The Best Ukrainian Metal Act в клубі «Бінго». Усього ж того року гурт взяв участь в 84 концертах — рекорд для них на той час. Але наступний, 2018 рік, обіцяв стати в цьому плані набагато крутішим. Крім того, 2017 ознаменувався початком співпраці Jinjer з німецьким менеджером Алленом Райтом (Allen Wright), який взяв на себе промоутерську діяльність, організацію концертів та частину обов'язків, пов'язаних з соціальними мережами.
Наступний рік розпочався з туру пліч-о-пліч з тими ж Arch Enemy, на цей раз у компанії ще й з Tribulation та Wintersun. Стартував він 12 січня в Мюнхені та завершився для Jinjer 7 лютого в Саарбрюккені. Під час поїздки музиканти зіграли в Німеччині, Чехії, Італії, Франції, Іспанії, Бельгії, Нідерландах, Швеції та Норвегії.
16 лютого Napalm Records перевидав альбом 2014 року Cloud Factory з двома бонус-треками A Plus Or A Minus (live from Sentrum) та Who Is Gonna Be The One (live from Atlas).
2 квітня здійснилась мрія не тільки музикантів з Jinjer, але й численних вже шанувальників гурту за океаном - група відіграла перший свій концерт у США, у Форт-Лодердейлі, в рамках саппорт-туру зі славетними Cradle Of Filth. Любов американських фанатів до горлівчан почалася вже давно Стилістично некоректний текст[виправити стиль], в 2012 році, коли дехто з них вперше побачив кліп на Exposed As A Liar. Після цього багато хто з них почав шукати інформацію про гурт в Інтернеті, але, на превеликий подив американців, у Jinjer не було на той час своєї сторінки на Фейсбуці. Тож місцевим ентузіастам не залишалося нічого іншого, як створити її самим, підписавши в описі групи, що вона з Філадельфії, США - бо жодної інформації про місцезнаходження команди вони не знайшли. Згодом, щоправда, їм вдалося зв'язатися з Євгеном та рештою, після чого американські шанувальники з радістю передали адміністрування сторінки своїм кумирам. Дебют Jinjer в Америці мав би відбутися трохи раніше, але через проблеми з оформленням віз довелося скасувати три концерти в Техасі, тож Cradle Of Filth розпочинали без них. Цікава подія сталася в Балтиморі. Вокаліст Cradle Of Filth Дані Філс занедужав, й через це виступ його гурту довелося відмінити. У шанувальників був вибір — повернути квитки та отримати за них назад свої гроші, але майже ніхто з них не став робити цього, майже 900 фанатів прийшло на виступ Jinjer та впродовж всього концерту з ентузіазмом підтримували своїх улюбленців. Останній, 19-й концерт туру з британською групою відбувся 28 квітня в Кенневіку, штат Вашингтон.
5 травня Jinjer вперше виступили в Азії, на філіппінському фестивалі PULP Summer Slam, перед 35-тисячною аудиторією. Потім було повернення до Західної Європи, та участь в численних місцевих фестивалях, серед яких вирізнявся Resurrection Fest, в компанії таких зірок світового рівня, як Scorpions, Kiss, Megadeth, Stone Sour, Ghost, At The Gates, Thy Art Is Murder та інших.
На 28 липня була заброньована участь групи в фестивалі Heavy Montreal у Північній Америці, але до нього вдалося «прив'язати» ще шість шоу по місцевих невеликих, місткістю в 200-400 чоловік, клубах. Почався цей міні-тур, проба пера Jinjer в якості хедлайнерів в Америці, в Луїсвіллі, штат Кентуккі, 25 липня, а завершився виступом в Скрентоні, Пенсильванія, 1 серпня 2018 року. Після чого гурт повернувся в Європу для участі в численних літніх фестивалях.
На осінь планувався запис нового повноформатного альбому, але ці плани зламав дзвінок від менеджера Jinjer в Америці, та разом з тим вокаліста і лідера американського гурту Devildriver Деза Фафари. Він запропонував своїм приятелям, колегам та підопічним ще раз приїхати до США, тому що попит на групу просто величезний, і треба користатися такою нагодою. Оскільки віза в Америку була відкрита на рік, можна було її використовувати по максимуму[значущість факту?]. І, отже, зваживши всі «за» і «проти», було прийняте рішення їхати Стилістично некоректний текст[виправити стиль].
Попри все це, планів на запис нового матеріалу ніхто не відміняв. Їх лише трохи підкоректували, вирішивши випустити міні-альбом. Перший сингл з нього, Ape, побачив світ 19 жовтня 2018 року.
Тур в якості групи підтримки Devildriver, разом з Raven Black, почався 23 жовтня в Темпе, штат Аризона, й завершився в Сан-Дієго, Каліфорнія, 18 листопада. Загалом того року Jinjer дали в Північній Америці 50 концертів. Але до завершення подорожей було ще далеко — на Jinjer вже чекали латиноамериканські фанати.
Спочатку були п'ять виступів у Мексиці, починаючи з Монтеррея 21 листопада. Потім подорож Латинською Америкою продовжилась через виступи в Колумбії (2 концерти), Перу, Чилі, Аргентині (3 концерти), Уругваї, й завершувалася вона трьома шоу в Бразилії. Успіх цього турне був просто феноменальним. Латиноамериканські фанати буквально завалювали Jinjer різноманітними подарунками (в Колумбії, наприклад, один шанувальник презентував Тетяні гітару), а на концертах шаленіли, як ніде в інших частинах світу. Найяскравішою ілюстрацією фанатської любові стали іменні футболки збірної Бразилії, виготовлені спеціально для кожного із членів гурту за активного сприяння місцевого організатора Бруни Фелтрін. В них вони й виступали на останньому концерті туру в Сан-Паулу 8 грудня, який був також останнім для Jinjer того року взагалі.
Загалом у 2018 році група дала 130 концертів у 32 країнах світу, що стало рекордом не тільки для них самих, але й, можливо, для будь-якого музичного колективу з України всіх часів незалежно від жанру, принаймні протягом одного року.

### 2019—2021: Micro, світове визнання, Macro
У січні 2019 року група випустила міні-альбом Micro із п'ятьма треками, після чого відбулися тури з Amorphis, Soilwork та Nailed to Obscurity.
Їхній наступний повноформатний альбом Macro вийшов 25 жовтня 2019 року та містив у собі експерименти з реггі та прогресив-роком. Журнал Loudwire назвав його одним із п'ятдесяти найкращих метал-альбомів 2019 року. Гурт розпочав 2020 рік з великими надіями з аншлагового виступу в Тель-Авіві. Та через пандемію COVID-19 Jinjer були змушені скасувати кілька турів, у тому числі перший у Латинській Америці. У листопаді 2020 року був випущений концертний альбом Alive in Melbourne, який був знятий за тиждень до початку карантину. А вже в середині грудня гурт випустив новий кліп Home Back, який група описала як «дуже особистий та присвячений всім родинам та дітям які хочуть додому». Кліп здобув позначку в 1 000 000 переглядів на YouTube менш ніж за 3 місяці.

### 2021—2023: Wallflowers, тур під час вторгнення Росії
В березні 2021 року гурт повернувся до Kaska Record Studios у Києві, а їхній четвертий повноформатний альбом Wallflowers вийшов 27 серпня. Loudwire знову відніс його до числа найкращих рок/метал-альбомів року, помістивши його на 21 місце. Jinjer завершили 2021 рік зігравши понад 70 концертів, включаючи багато літніх фестивалів, короткий тур по материковій Європі та надзвичайно успішний двомісячний тур по Північній Америці.
8 лютого 2022 року на офіційному сайті гурт сповістив про досягнення 60 000 000 переглядів кліпу Pisces. У березні Jinjer повідомили, що «зупинили» свою кар’єру, щоб зосередитися на наданні допомоги Україні після того, як Росія вторглася в країну місяць тому. 8 червня 2022 року Jinjer оголосили, що отримали дозвіл від Міністерства культури України перетнути кордон України та гастролювати як посли нації. Одразу ж відбувся тур Європою (10 червня - 20 серпня). Восени гурт знову приїхав у Латинську Америку, зігравши там 7 концертів, один з яких разом із Helloween та HammerFall. Зразу після чого 31 жовтня почався тур по США разом із P.O.D. і підтримкою від Vended, Malevolence та іншого українського гурту Space Of Variations, а закінчився тур 22 грудня в Лос-Анджелесі.
На початку 2023 року розпочався новий великий тур по Європі та Північній Америці.

## Склад гурту

### Теперішній склад

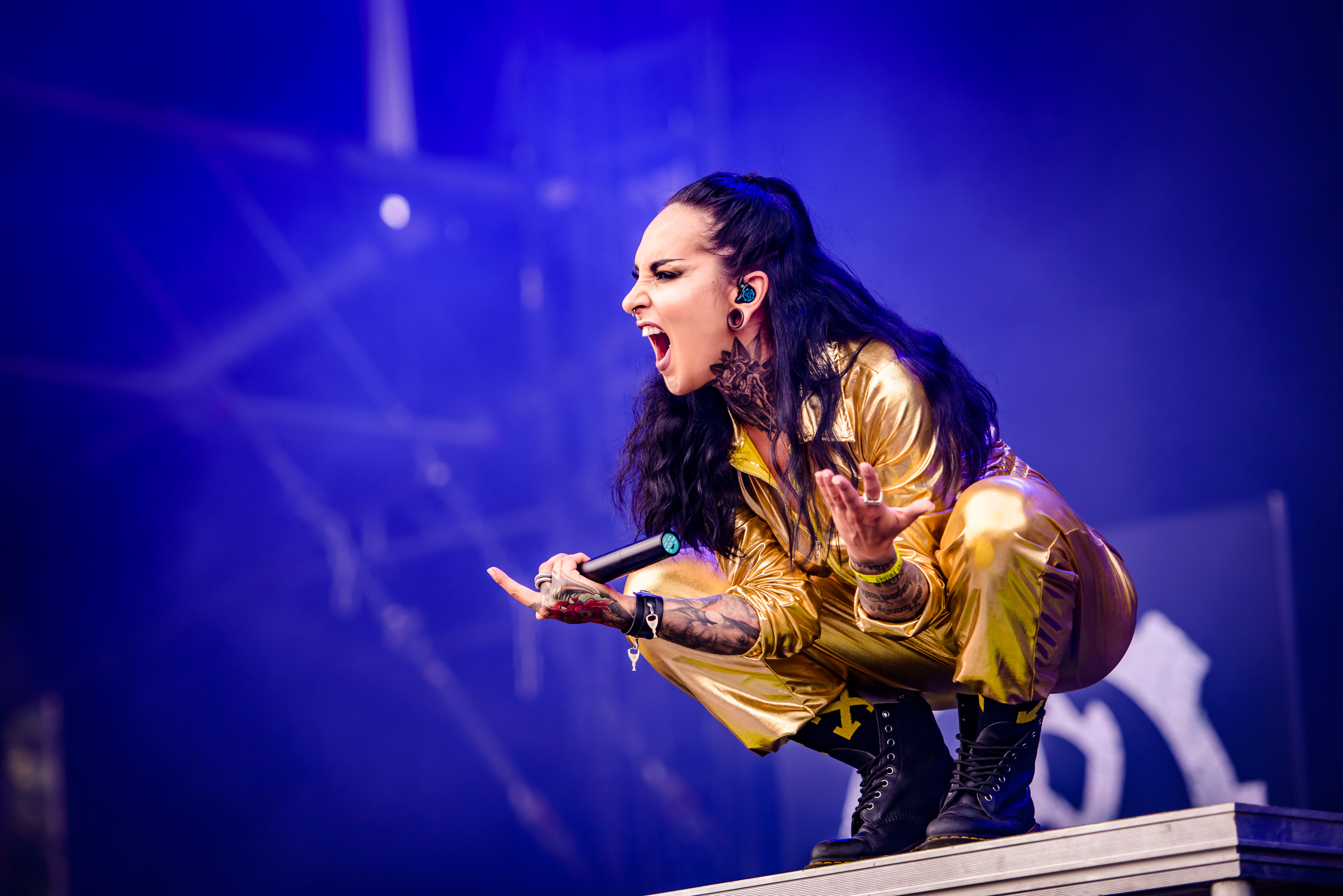
Тетяна Шмайлюк вокал, гроулінг (2009—наші дні)
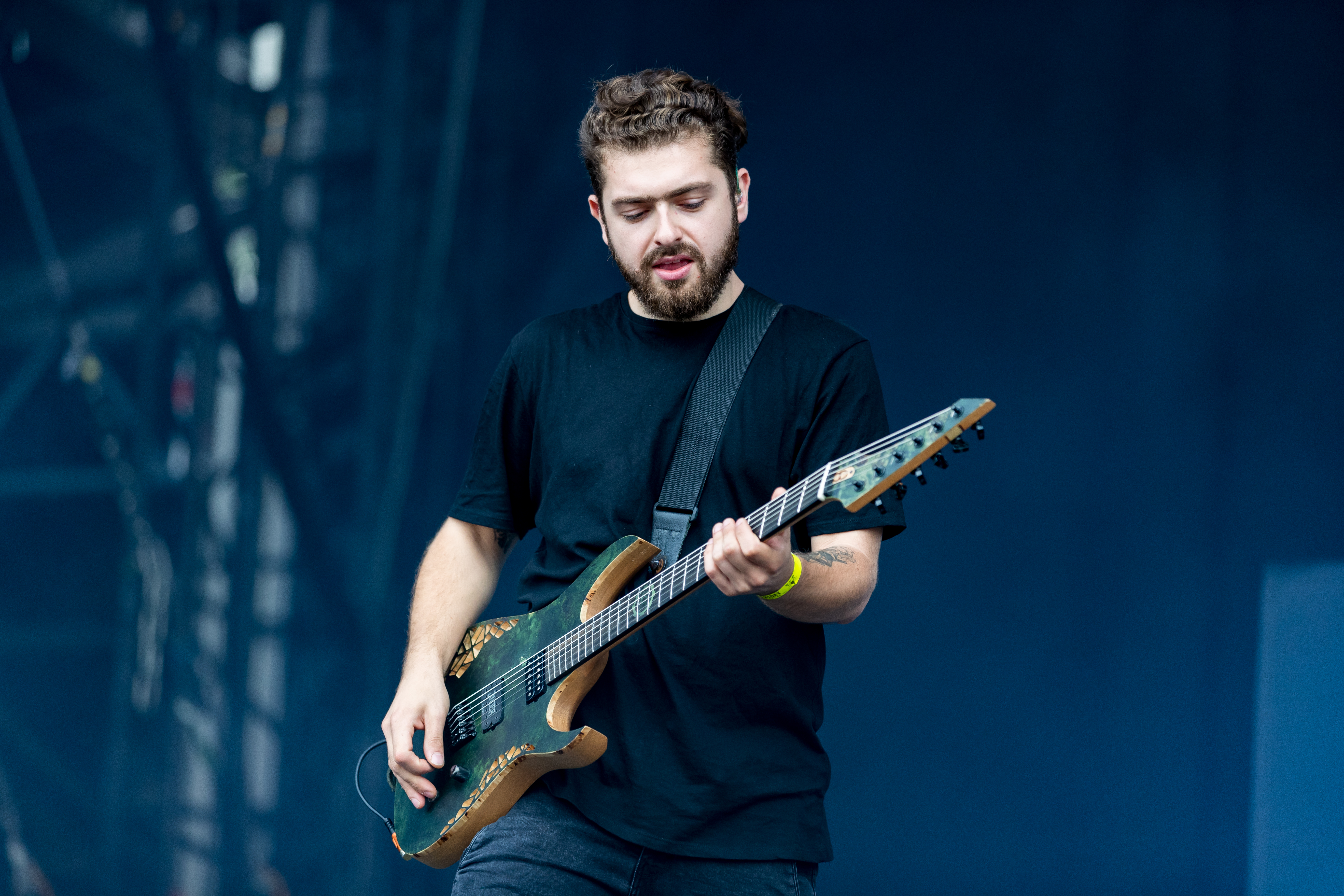
Роман Ібрамхалілов гітара (2010—наші дні)
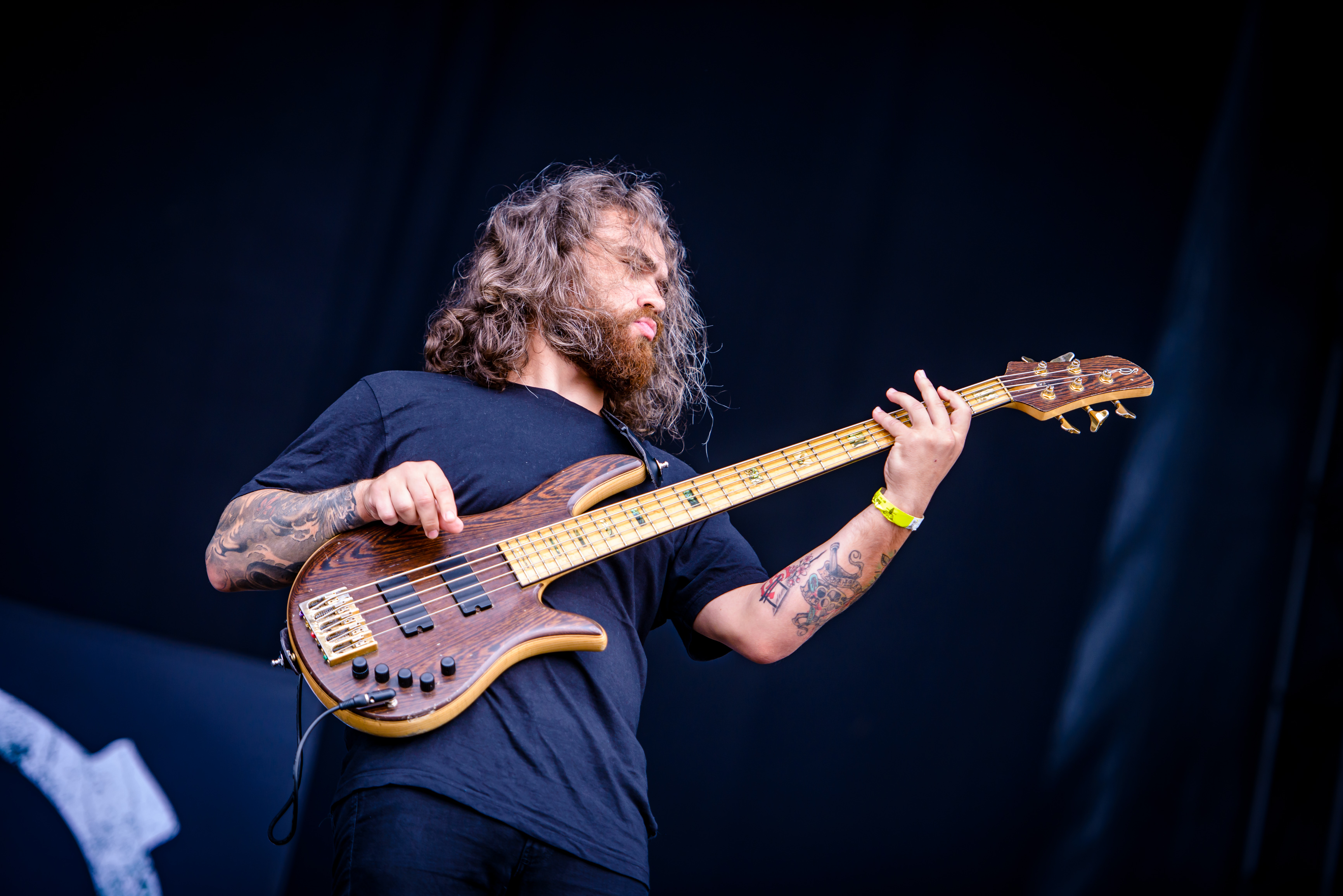
Євген Абдюханов бас-гітара (2011—наші дні)
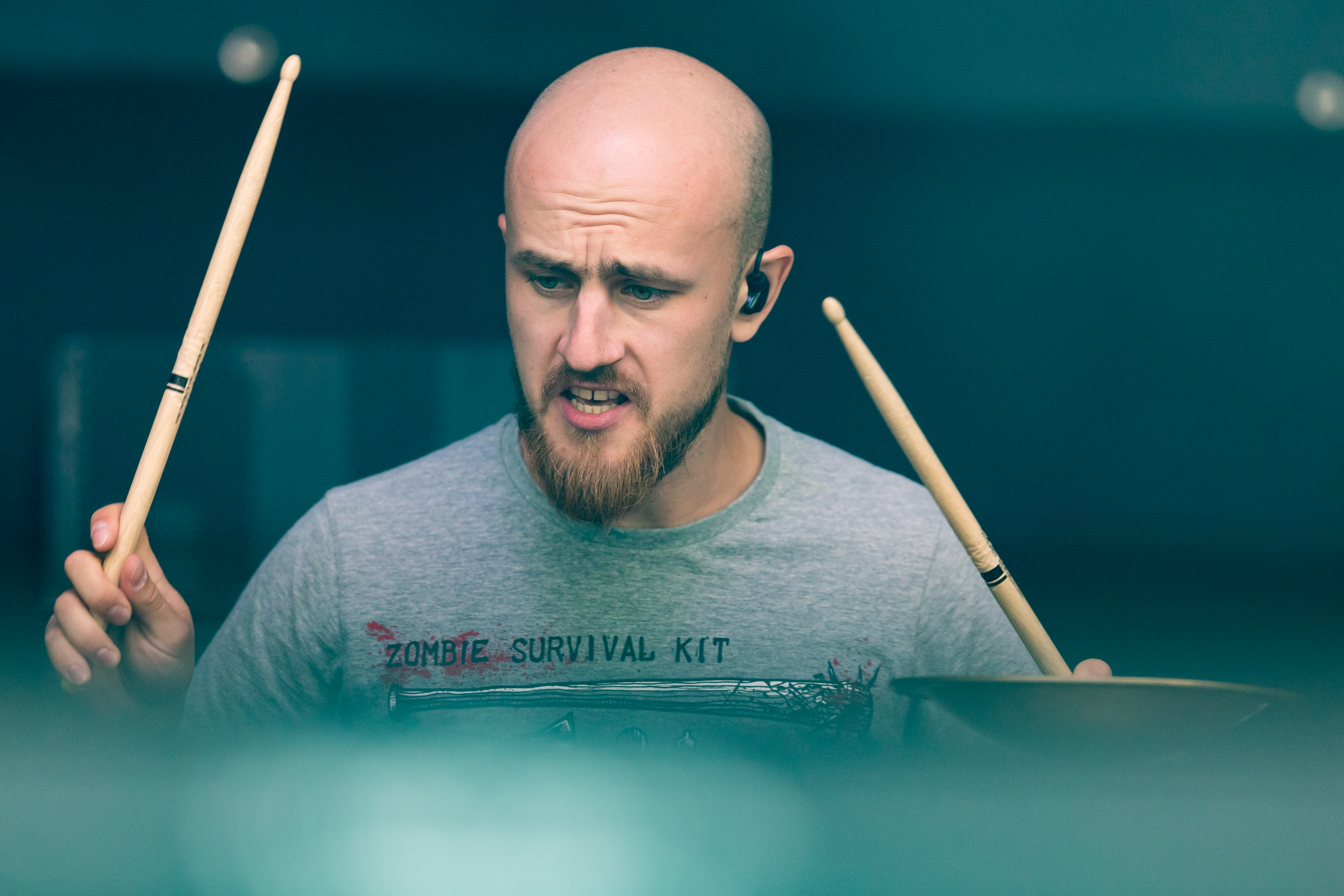
Влад Уласевич
ударні (2016—наші дні)

### Колишні учасники
- Макс Фатуллаєв — вокал (2008—2009)
- В'ячеслав Охрименко — ударні (2008—2011)
- Ростислав Лобачов — гітара (2008—2010)
- Олександр Козійчук — ударні (2011—2013)
- Олексій Свинар — бас-гітара (2008—2011)
- Дмитро Оксень — гітара (2008—2015)
- Євген Мантулін — ударні (2013—2014)
- Дмитро Кім — ударні (2014—2016)

## Дискографія

### Студійні альбоми
| Назва                  | Дата виходу    | Лейбл          |
| ---------------------- | -------------- | -------------- |
| Inhale, Do Not Breathe | 15 лютого 2012 | Самовидання    |
| Cloud Factory          | 21 квітня 2014 | Самовидання    |
| King of Everything     | 29 липня 2016  | Napalm Records |
| Macro                  | 25 жовтня 2019 | Napalm Records |
| Wallflowers            | 27 серпня 2021 | Napalm Records |
| Duel                   | 7 лютого 2025  | Napalm Records |

### Мініальбоми
| Назва                                         | Дата виходу   | Лейбл          |
| --------------------------------------------- | ------------- | -------------- |
| Objects in Mirror Are Closer Than They Appear | 2009          | Самовидання    |
| Micro                                         | 11 січня 2019 | Napalm Records |

### Концертні альбоми
| Назва               | Дата виходу       | Лейбл          |
| ------------------- | ----------------- | -------------- |
| Alive in Melbourne  | 20 листопада 2020 | Napalm Records |
| Live in Los Angeles | 17 травня 2024    | Napalm Records |

### Відеоальбоми
| Назва         | Дата виходу    | Лейбл          |
| ------------- | -------------- | -------------- |
| Crowd Factory | 27 квітня 2016 | Napalm Records |

### Сингли
- Objects In Mirror Are Closer Than They Appear — 2010
- Hypocrites and Critics — 2010
- Exposed As A Liar — 2012
- Scissors — 2012
- No Hoard of Value — 2013
- Cloud Factory — 2014
- Outlander — 2014
- Желаю Значит Получу — 2014
- Bad Water — 2015
- Sit Stay Roll Over — 2015
- Words Of Wisdom — 2016
- I Speak Astronomy — 2016
- Just Another — 2016
- Pisces — 2017
- Who Is Gonna Be The One (live) — 2017
- Bad Water (live) — 2018
- Captain Clock (live) — 2018
- Ape — 2018
- Dreadful Moments — 2018
- Perennial — 2019
- Teacher Teacher — 2019
- Perennial (live) — 2019
- Judgement (And Punishment) — 2019
- On The Top — 2019
- Pit Of Consciousness — 2019

### Офіційні сайти
- Офіційна сторінка Jinjer [Архівовано 10 серпня 2015 у Wayback Machine.] в соціальній мережі Facebook
- Офіційна сторінка Jinjer [Архівовано 28 червня 2014 у Wayback Machine.] на SoundCloud
- Офіційна сторінка Jinjer [Архівовано 17 серпня 2014 у Wayback Machine.] на сайті Bandcamp [Архівовано 19 квітня 2017 у Wayback Machine.]
- Відеоканал Jinjer [Архівовано 23 вересня 2014 у Wayback Machine.] на сервісі відеохостінгу YouTube